# Joseph Lancaster
Joseph Lancaster (Londra, 25 novembre 1778 – New York, 23 ottobre 1838) è stato un pedagogo e filantropo, quacchero progressista inglese.

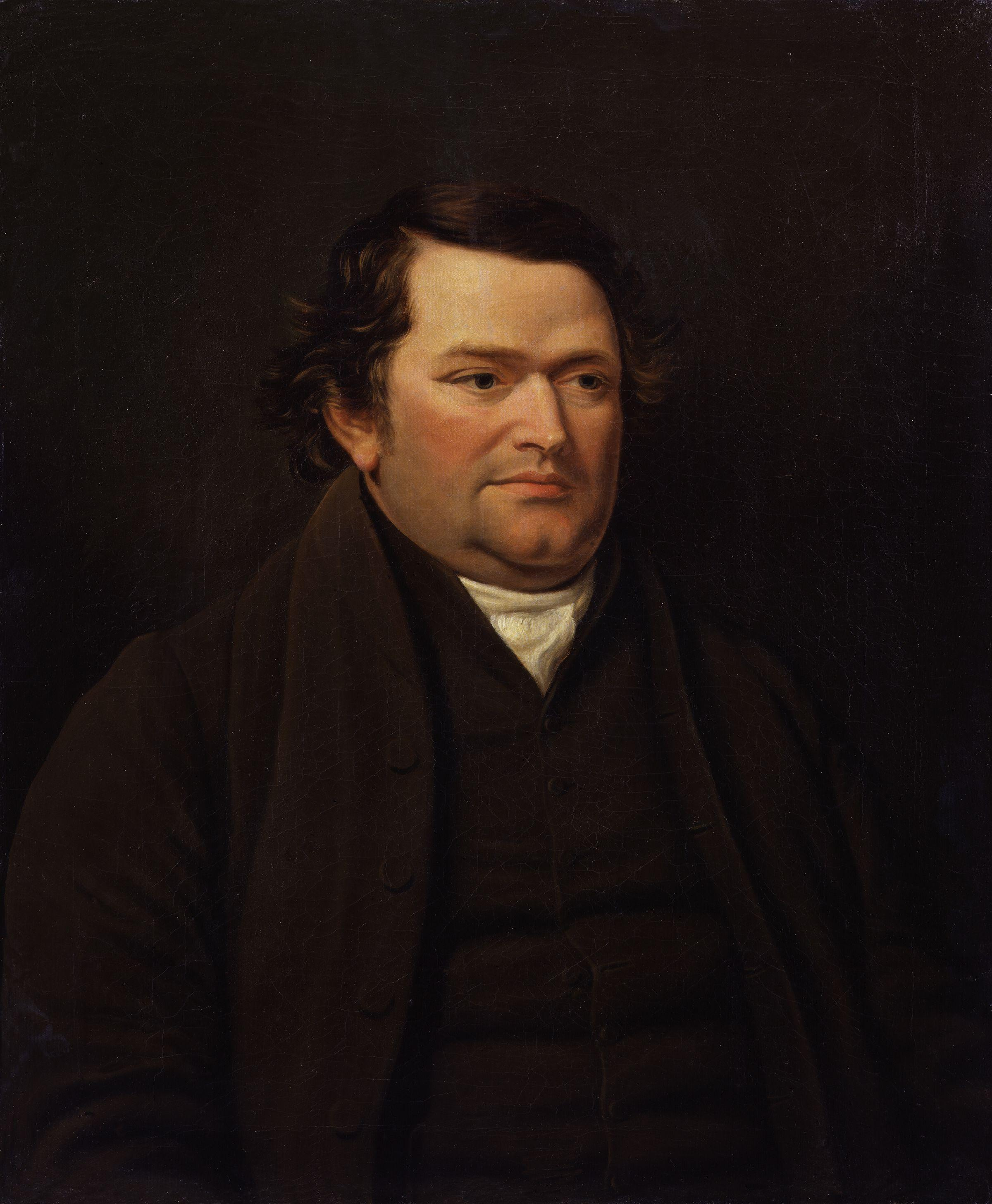
Joseph Lancaster, John Hazlitt, circa 1818

Nel 1798 istituì a Southwark (Londra) una scuola elementare per bambini poveri in cui introdusse il metodo del mutuo insegnamento.
Nel 1818 si trasferì negli Stati Uniti d'America dove continuò ad organizzare la didattica secondo i suoi criteri, fino alla sua morte.
La sua attività di educatore e studioso è stata ed è considerata importante per aver fornito una spinta straordinaria al movimento educativo inglese nel XIX secolo.
Il metodo ed i criteri del Lancaster si diffusero anche attraverso la pubblicazione delle sue più importanti opere:
- Improvements in education as it respects the industrious classes of the community (stampato nel 1803);
- The british system of education (stampato nel 1816).

Scomparve nel 1838, per le ferite riportate a seguito di un investimento da parte di un carro.